# Jawa 700
Jawa 700 byl první automobil značky Jawa, který vyráběla společnost Zbrojovka Ing. F. Janeček Praha-Nusle II. na Zelené lišce. Jednalo se licenční vůz německé automobilky DKW Meisterklasse 701, typ F 2. Vůz byl představen veřejnosti na XXIV. Mezinárodní výstavě automobilů v Praze, která se konala od 7. do 15. dubna 1934.

## Vznik a vývoj
Československý podnikatel Ing. František Janeček (1878 – 1941), majitel zbrojovky nesoucí jeho jméno, zavedl v roce 1929 licenční výrobu německých motocyklů Wanderer. Nesly značku Jawa (Janeček-Wanderer). Od roku 1934 začal vyrábět i automobily na základě licenční smlouvy, kterou podepsal 20. července 1933 s Dánem dr. Ing. h.c. Jørgenem Skafte Rasmussenem (1878-1964), konstruktérem automobilu DKW Meisterklasse 701 typ F 2, technickým přednostou Auto Union, majitelem a ředitelem DKW. Prvním modelem byl lidový automobil Jawa 700, vyráběný s malými odchylkami podle dokumentace vozu DKW Meisterklasse 701, typ F 2. Výraznější změny představovalo jen prodloužení rozvoru o 90 mm na 2700 mm, což přineslo větší vnitřní prostor, a přechod z devatenáctipalcových na osmnáctipalcová kola. Jak uvedl F. Janeček v rozhovoru pro časopis Auto z dubna 1934, licenční výrobu podle DKW zvolil z důvodů osvědčenosti konstrukce i tržní úspěšnosti, kterou daný model již prokázal v Německu.
V létě 1934 bylo vyrobeno mimo tudorů i několik sportovních vozů, roadsterů a kupé. Pražská firma Kaiser a Kronberger (zástupce Jawy) si dala kupé navrhnout od Ing. Zdeňka Kliky, dovozce britských automobilů a motocyklů. Motory a podvozky vyráběly v mateřském závodě v Praze Nuslích, karoserie a kompletace v závodě Kvasiny. Kompletace vozu byla později prováděna v závodě Týnec nad Sázavou – Brodce, kde byla i slévárna pro odlévání lehkých slitin z hliníku a horčíku.

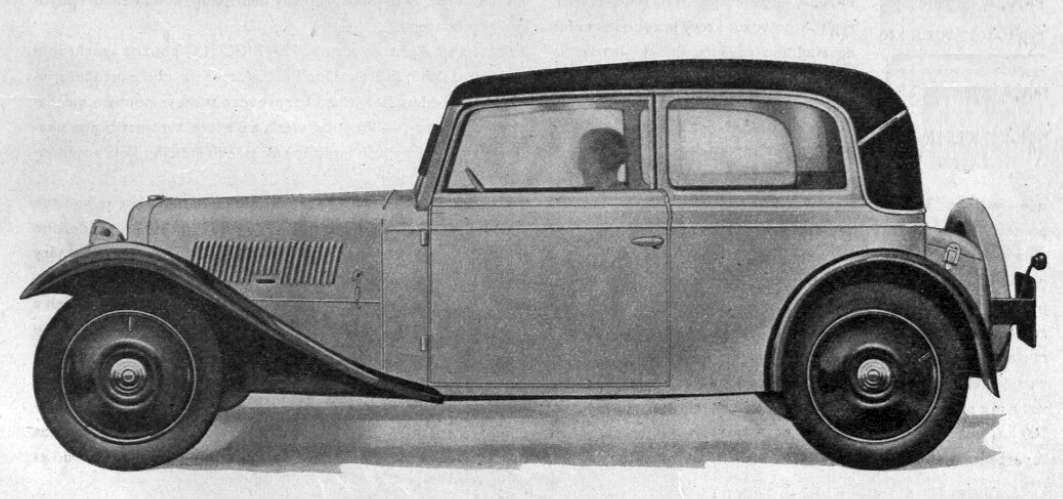
Jawa 700, polokabriolet (Auto 1934, č. 4., s. 115)

Model 700 byl představen na pražském autosalonu v roce 1934 (7.-15. dubna). Cena otevřeného čtyřmístného polokabrioletu v roce 1934 byla 22 900 Kč a od roku 1936 vyráběný tudor označený jako limuzína byl za 24 400 Kč a současně nabízený dvoumístný roadster za 22 900 Kč. Od podzimu 1936 pro poslední rok výroby byla cena čtyřsedadlové limuzíny snížena na 23 700 Kč.
Do ukončení výroby v červnu 1937 bylo vyrobeno 1 002 vozidel. Několik desítek vozů typu Jawa 700 s uzavřenou dvoudvéřovou karosérií zakoupilo v roce 1937 ministerstvo vnitra pro policejní služebny, např. do Prahy, Liberce, Mostu, Chomutova a České Lípy. Konaly službu především pohraničí ale také při běžných činnostech veřejných bezpečnostních orgánů.

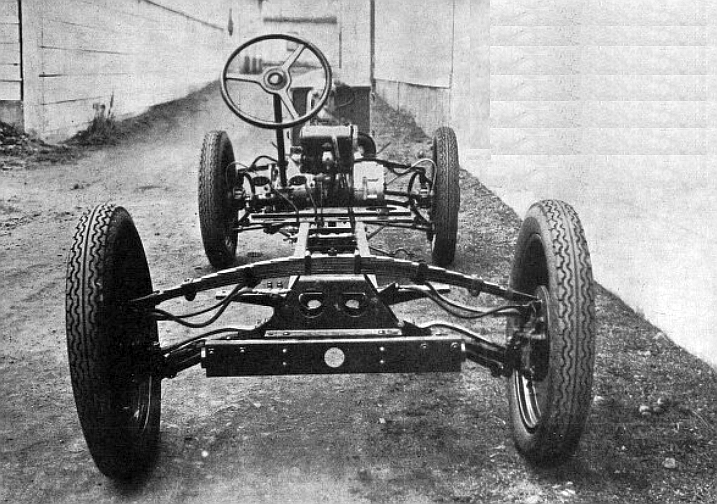
Jawa 700, podvozek (1934)

## Motor
Motor byl dvoudobý, kapalinou chlazený, řadový dvouválec (R2) o vrtání 76 mm a zdvihu 76 mm s objemem válců 692 cm³ o výkonu 14,7 kW/20 k. Některé prameny udávají zdvihový objem 684 resp. 689 cm³. Tříkanálový motor měl systém vratného vyplachování dle patentu dr. Schnürleho. Tento systém dovoloval použití plochých pístů (z hliníkové slitiny) bez deflektorů a díky dokonalejší výměně spalin za čerstvou směs ve spalovacím prostoru vykazoval lepší účinnost (nižší spotřebu paliva). Jako palivo byl používán benzín (resp. lihobenzínová směs) s olejem v poměru 20:1.
Motor byl umístěn napříč za přední nápravou. Blok válců měl snímatelnou hlavu a byl odlit ze šedé litiny. Vícelamelovou spojku v olejové lázni na hnacím hřídeli nesynchronizované třístupňové převodovky s vypínatelnou volnoběžkou spojoval dvojitý válečkový řetěz v převodu 2:1. Řadicí páka byla umístěna na přístrojové desce.

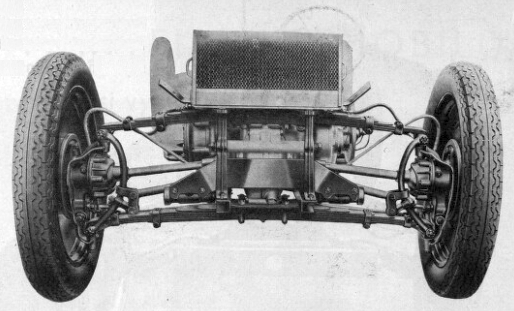
Jawa 700, přední náprava (1934)

Jawa 700 byla v polovině 30. let jediným československým automobilem, který používal volnoběžku (rychlopřevod). Továrna Aero ji zkoušela, ale sériově ji nemontovala. Zetka ji měla v roce 1934 na jedné sérii svých lidových vozů, a to upravenou tak, že fungovala pouze při třetím převodovém stupni (při prvním a druhém nikoli). Ale později od tohoto řešení ustoupila. Volnoběžku použila již dříve jinonická továrna Walter na typu Super 6 (1930) a Standard S (1934), ty se však již v polovině 30. let nevyráběly.
Chlazení motoru bylo vodní, termosifonové, bez větráku či čerpadla. Vůz měl bateriové zapalování s dynamo-startérem (6V, akumulátor 60 Ah, dynamospouštěč 90 W). Dynamo a startér tvořily jeden celek umístěný přímo na klikové hřídeli. Karburátor byl vybaven sytičem, tehdy nazývaným jako tlumič sání.

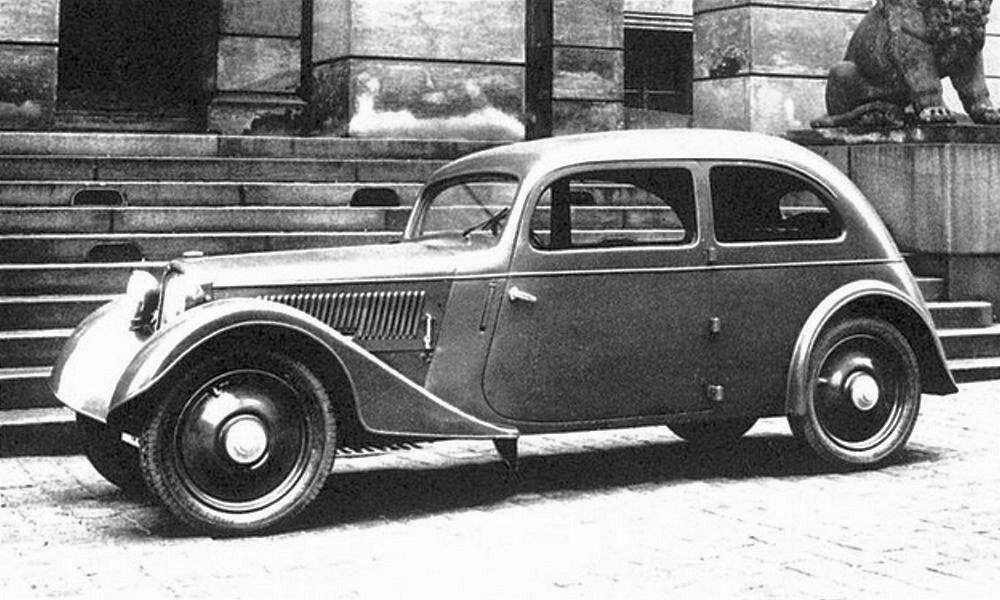
Jawa 700, tudor (Auto, 1935, č. 23, s. 504)

## Podvozek
Jawa 700 měla páteřový, úzký obdélníkový rám se dvěma blízko od sebe umístěnými podélníky z lisovaných U-profilů, potažených koženkou, a šesti příčkami. Obě nápravy byly dělené, odpružené dvojicí nad sebou umístěných příčných listových per a kapalinovými tlumiči kmitů.
Šnekové řízení tohoto vozu bylo od počátků výroby levostranné, přestože se v Československu stále oddalovalo plánované zavedení pravostranného provozu a až do roku 1939 jezdilo vlevo. Vůz měl nízko těžiště, což přispívalo k dobré stabilitě vozu.
Všechna disková kola s mechanickými bubnovými brzdami byla nezávisle zavěšena a byla opatřena pneumatikami o rozměrech 4, 00–19" (zprvu dle původního DKW) později 4, 50–18". Hmotnost samotného podvozku 400 kg.

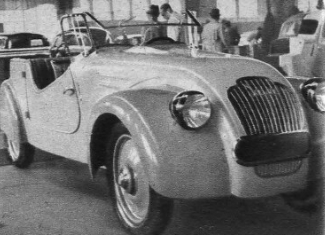
Jawa 700, dvoumístný roadster (Auto, 1935, č. 13, s. 292)

## Karoserie
Základním typem byla čtyřmístná, dvoudveřová karoserie s dřevěnou kostrou typu tudor popř. jako polokabriolet se zavazadlovým prostorem umístěným v zádi, s přístupem zvenku. Později přibyly i dvoumístné roadstery a malé dodávky vč. několika valníků. Potažené byly zprvu překližkou a koženkou, později od roku 1936 plechem. Tento typ ocelové karoserie byl vyvinut a vyráběn v karosářském závodě v Kvasinách, který byl řízen jedním z Janečkových synů. Konečná kompletace motorů s podvozky a karoseriemi a montáž byla prováděna v Týnci nad Sázavou.
Modernizovaná verze z roku 1936 měla i ukazatele změny směru, které byly vestavěny do boku vozu mezi přední okraj dveří a kapotu motoru. Byly to elektricky ovládané „ručkové“ směrovky. Do oblé zádi bylo zakomponováno sklápěcí okno zavazadlového prostoru. Úpravy se dočkal i tvar karoserie montáží nového provedení předních blatníků, které více zabíhaly do stran a účinněji bránily rozstřiku nečistot od poháněných kol. Čtyřsedadlová limuzína z roku 1936 byla oceňována jako vůz pohodlný, rychlý a úsporný v provozu, s moderním pérováním, snadnou obsluhou a se solidní konstrukcí rámu a karoserie.
Hmotnost karosovaného vozu činila 680–690 kg. Vůz s výkonem 14,7 kW/20 k při 3200 ot./min dosahoval rychlosti 85–90 km/h a spotřeboval 7–8 l paliva a 200 g oleje na 100 km.
Na jaře 1934 ing. Janeček pozval do Prahy rakouského odborníka na aerodynamiku, profesora Paula Jaraye (1889–1974). Ten během několika dnů pražského pobytu navrhl pro Jawu 700 aerodynamickou karoserii. Na základním proudnicovém tělese dominovala karoserie kapkovitého tvaru, přední okno tvořila tři zaoblená skla a na dlouhé splývavé zádi se vyjímala svislá stabilizační plocha. Takto upravený automobil se zvýšeným výkonem motoru na 19,8 kW (27 k) dosahoval rychlosti 110 km/h.

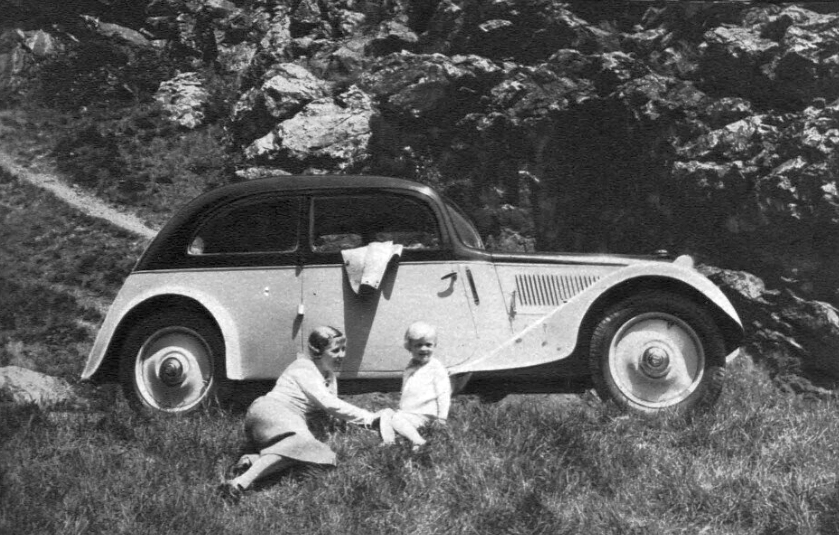
Jawa 700, tudor (1936)

## Sportovní úspěchy
Druhého ročníku prestižního závodu 1000 mil československých se účastnila dvojice vozů, zastupující značku Jawa. Oba vozy měly upravený zdvihový objem motoru na 749 cm³ a výkon byl zvýšen na 20 kW/27 k. První z nich byl otevřený Jawa 700 Sport, roadster (st. č. 3), který měl přední sériovou část s prodlouženou zádí a výraznou svislou stabilizační ploutví. Záď vozu si navrhl a postavil sám Antonín Vitvar, byla výrazně prodloužena za zadní osu a pokryta plátnem, nakytována a nalakována. Stavba vozu probíhala v dílnách Jawy v Nuslích, v Kvasinách a ve Vitvarově dílně v Nové Pace. Vůz dosahoval maximální rychlosti 130 km/h. Vitvar dorazil na obrátku do Bratislavy v průměrné rychlosti 84,7 km/h (!) ve stejném čase jako vítěz z roku 1933 ing. Petr Mucha se šestiválcem Praga (1800 cm³) a nebýt zadření motoru, mohla s ním posádka Antonín Vitvar – Pánek zvítězit nejen ve své kategorii. V roce 2024 se restaurovaný vůz zúčastnil veteránského závodu 1000 mil československých. Místo plátna byl při obnově vozu použit místo plátna hliníkový plech. O rok později byl vůz vystaven na akci Automobilové klenoty 2025.
S aerodynamickým kupé Jawa 700 Jaray, ztvárněném významným karosářem Paulem Jarayem, Jaroslav Kaiser a František Kronberger (st. č. 4) obsadili skvělé 2. místo v třídě do 750 cm³ při průměrné rychlosti 71,4 km/h. Při závodě se však ukázalo, že dlouhá uzavřená karoserie je pro dvoudobý dvouválec příliš těžká.
Po tomto úspěchu vzrostl pražskému zastoupení Jawy u firmy Kaiser & Kronberger prodej motocyklů a automobilů natolik, že se v roce 1935 z ul. Karoliny Světlé 316/13 na Starém Městě přestěhovali do větších prostor na Nádražní ul. 74 na Smíchově. Ale ani tam dlouho nevydrželi. Již na podzim v roce 1936 přesídlili na Letnou, Bělského 10 (později Dukelských hrdinů).

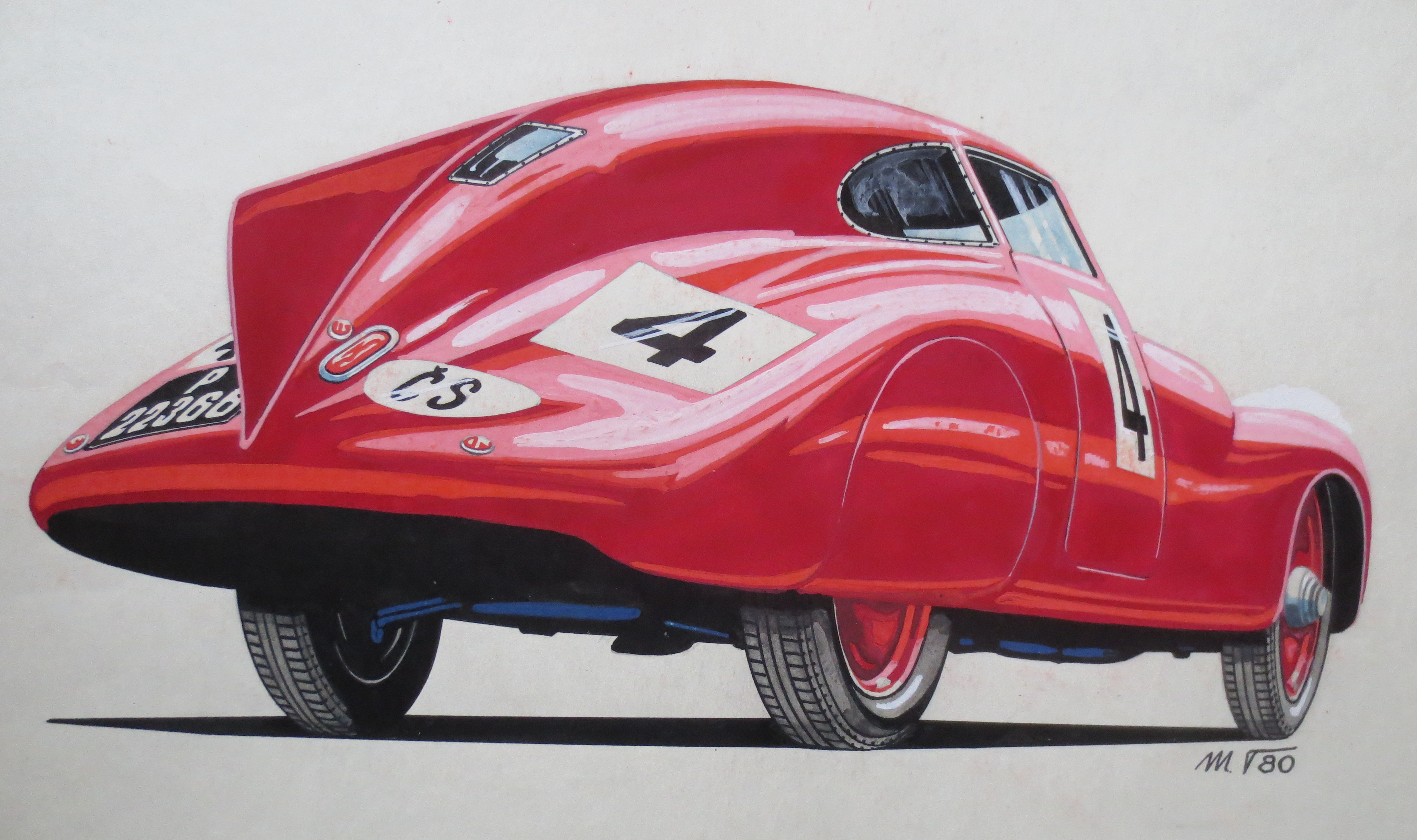
Jawa 700 Jaray (1934)

Za umístění v 1000 mílích československých získali I. cenu 3000 Kč v „zavřených vozech“ od Autoklubu Republiky Československé (AKRČs.) a II. cenu 2000 Kč AKRČs za umístění ve třídě. Na lepší peníze si však přišli získáním ceny firmy Zbrojovka Janeček 5000 Kč a ceny firmy Kudrnáč Náchod (pozdější Rubena Náchod) 4000 Kč za nejlepšího jezdce na pneu Everit. Další odměny získali od firmy Elektrotechna za jízdu se svíčkami Sinterkorund a za umístění ve třídě – celkem 1500 Kč.
Po tomto neočekávaném úspěchu se ing. Janeček rozhodl postavit sportovní vůz s vyšším výkonem a se zvětšeným objemem válců na 745 cm³. Tak vznikla pro rok 1935 a pro III. ročník 1000 mil československých šestikusová série automobilů Jawa 750. Tento typ se stal nejslavnějším předválečným automobilem značky Jawa.
V zahajovacím závodě československé sezóny 1935 startoval na voze Jawa 700 Jar. Kaiser 27. dubna v závodě do vrchu Jenerálka v Praze. V kategorii cestovních automobilů do 750 cm³ obsadil 2. místo za Sobičkou na Aero 662. Na Českobrodském okruhu 5. května startovali do 750 cm³ Jaroslav Kaiser (2.) a Feuerstein (3.). Porazil je Jiří Pohl na Aero 662. To jsou jediné 2 případy, kdy byla cestovní Jawa 700 nasazena do automobilového závodu. Na dalších sportovních podnicích počínaje 1000 mil československých (1935–1937) byla výhradně používána Jawa 750 až do představení následujícího typu Jawa Minor na podzim 1937.

## Galerie (Jawa 700 Sport s motorem 749 cm³)

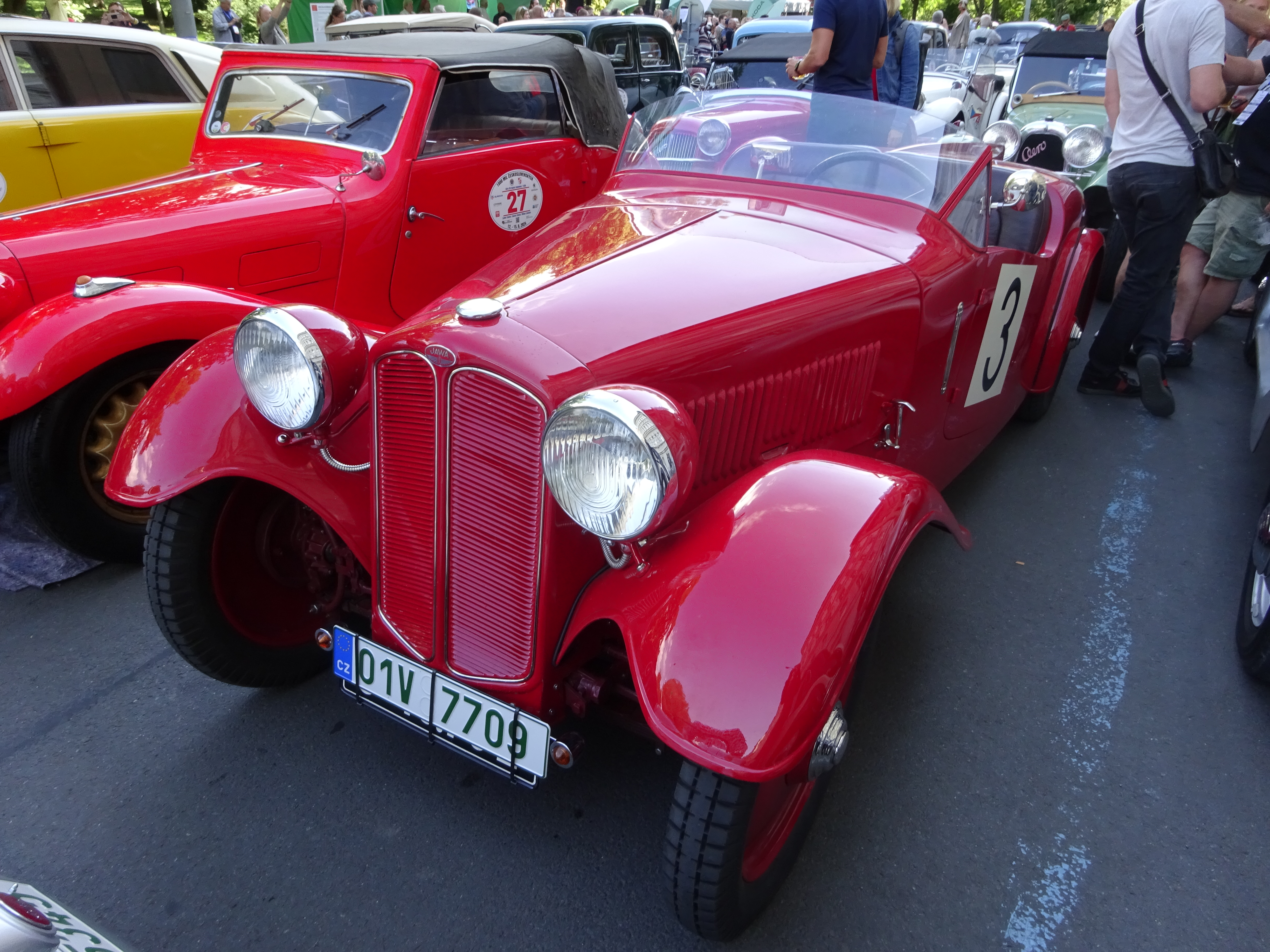
Jawa 700 Sport (1000 mil čs. 2024)
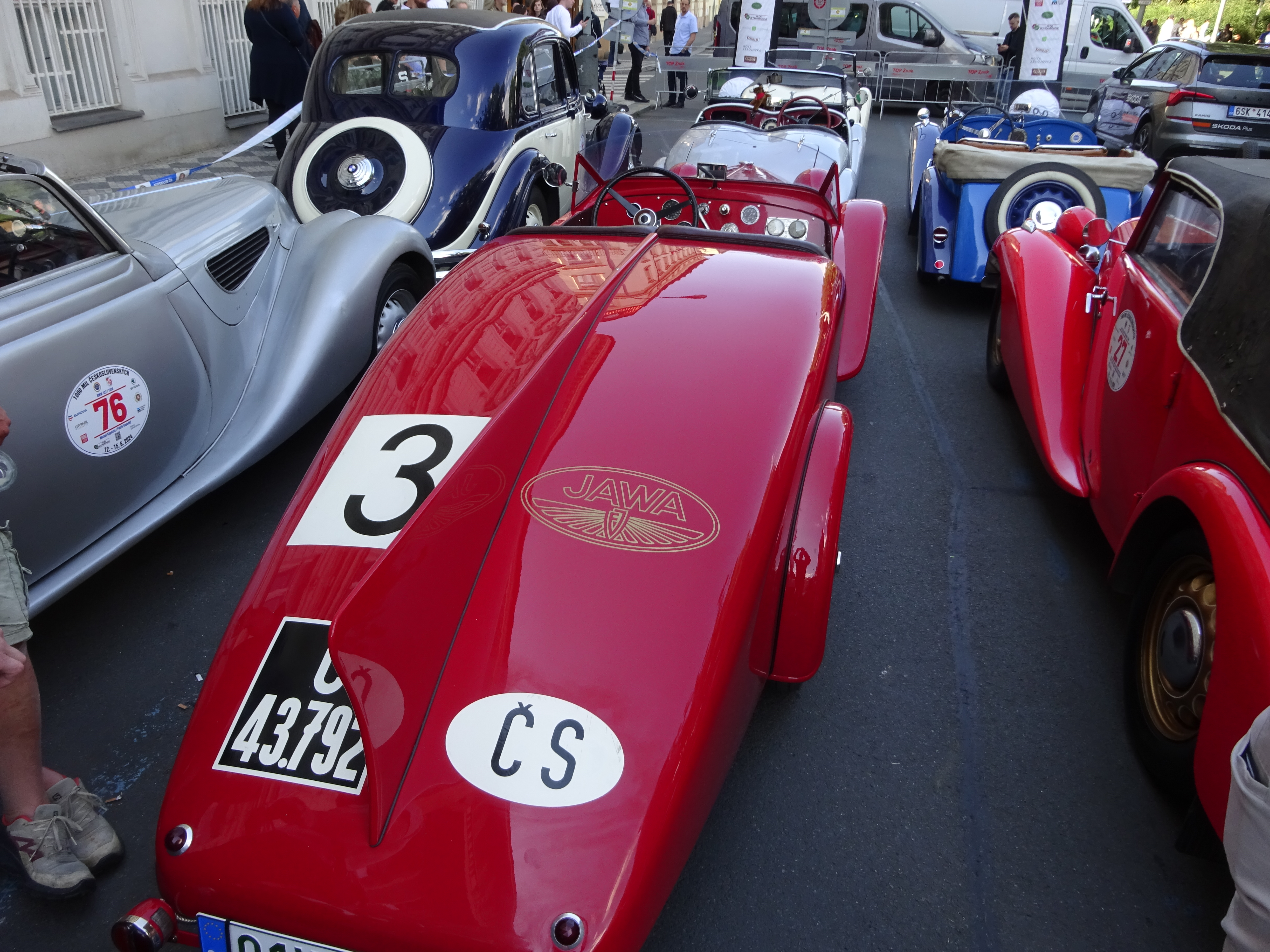
Jawa 700 Sport, prodloužená záď vozu s výraznou stabilizační ploutví (1000 mil čs. 2024)
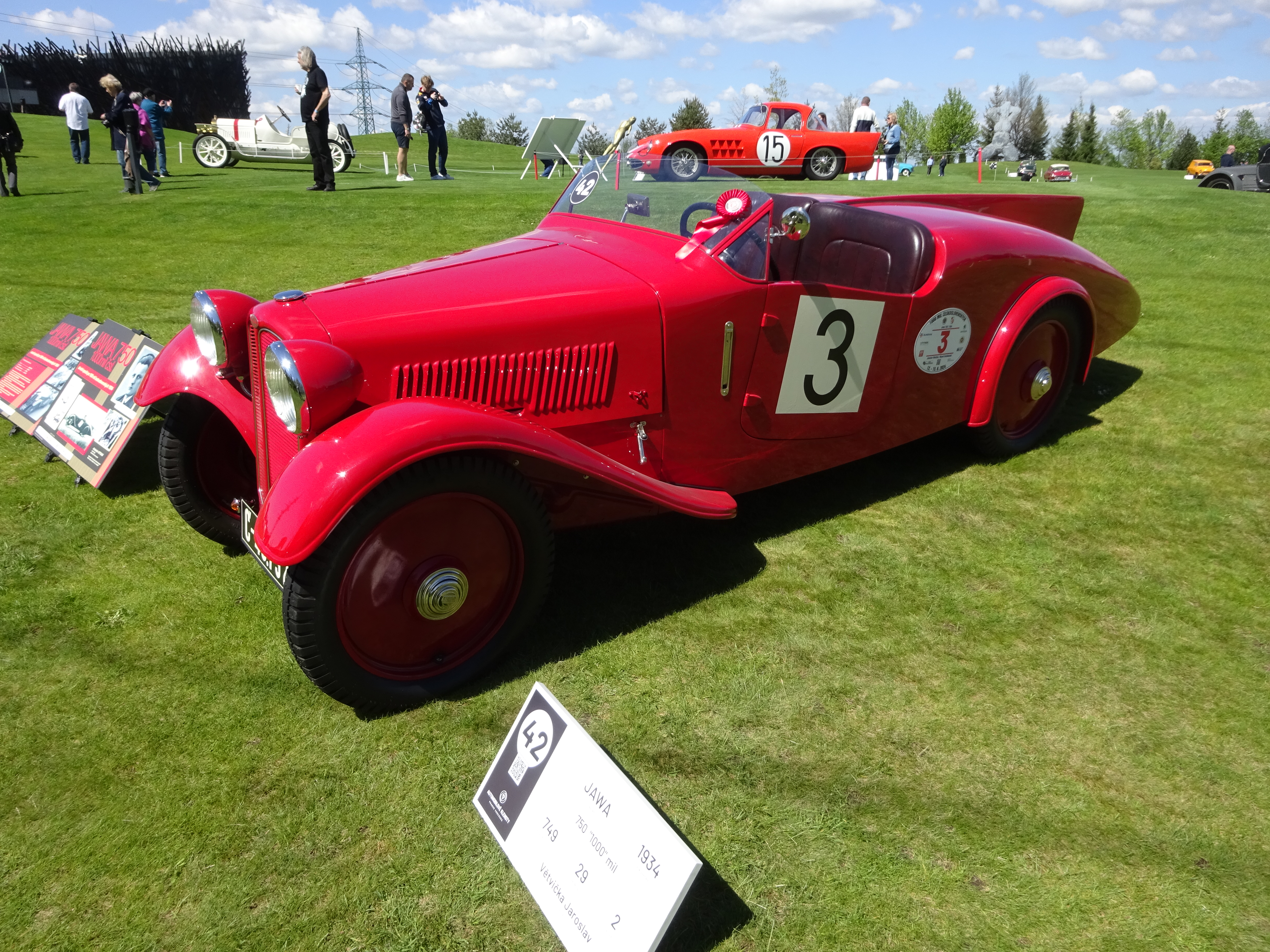
Jawa 700 Sport s motorem 749 cm³
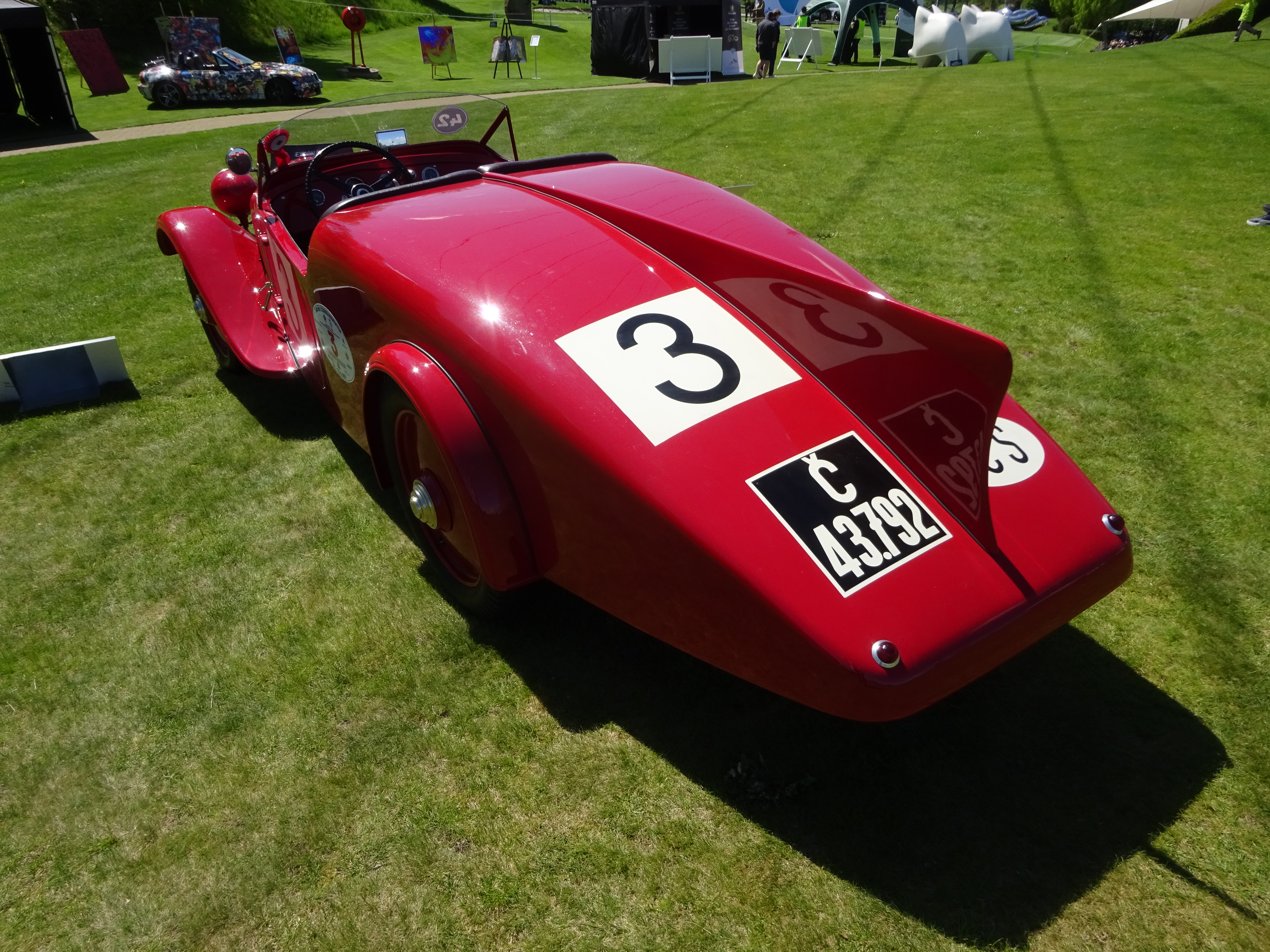
Jawa 700 Sport (Automobilové klenoty 2025)
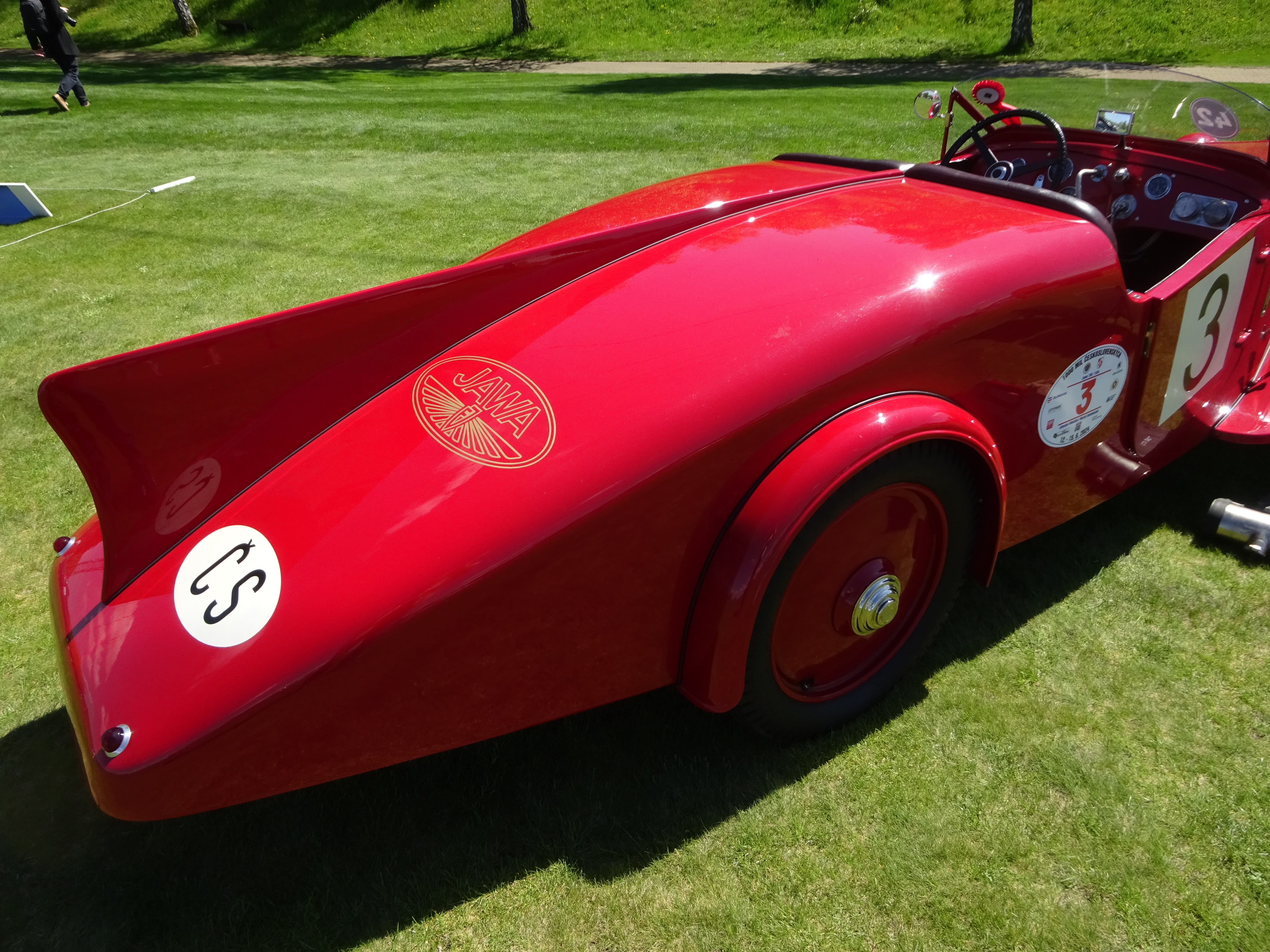
Jawa 700 Sport se stabilizační ploutví
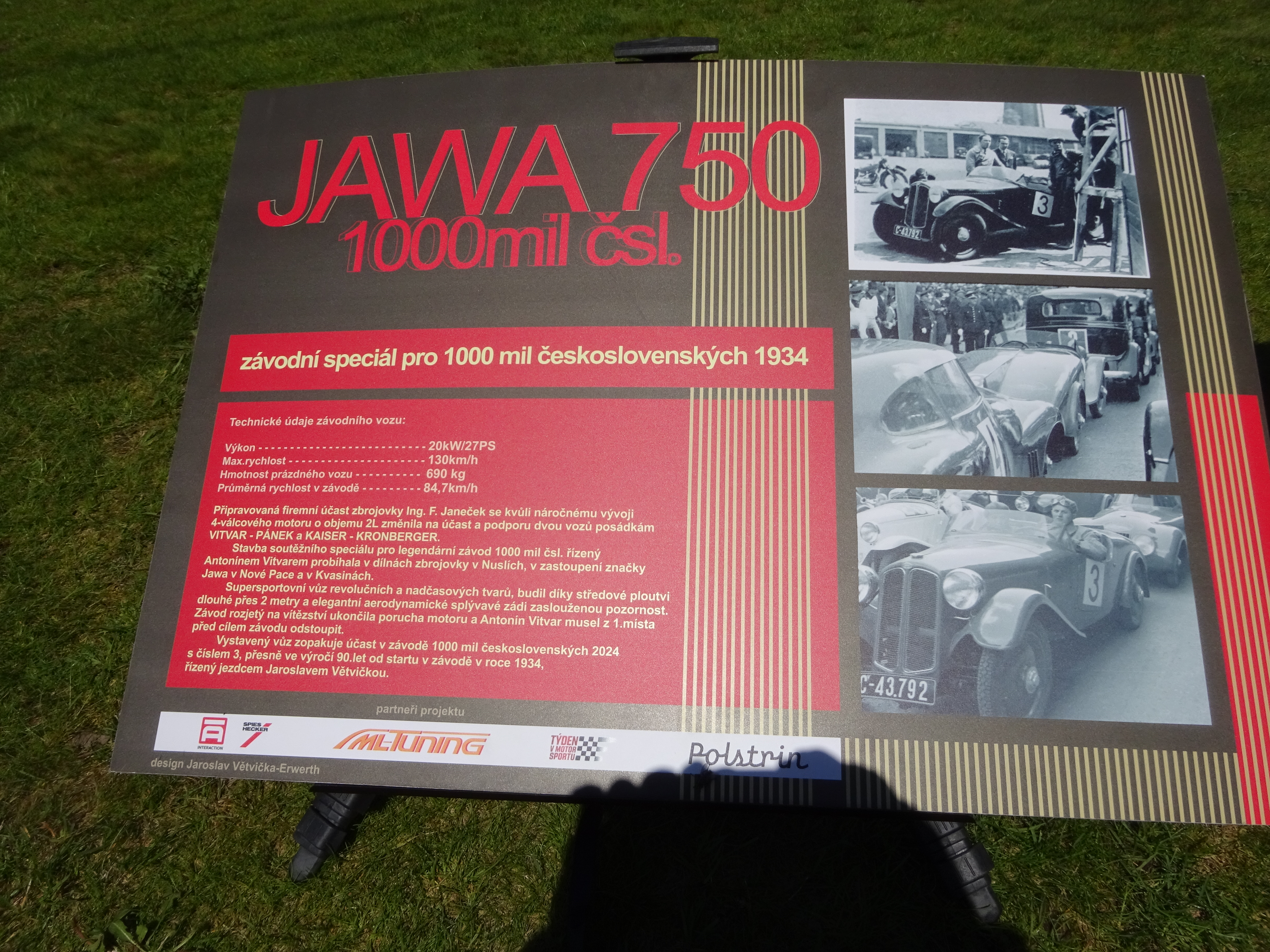
Popis vozu Jawa 700 Sport s motorem 749 cm³